# 佩尔卡沃
佩尔卡沃（法語：Peyrecave，法語發音：[pɛʁkav]）是法国热尔省的一个市镇，属于孔东区。

## 地理
佩尔卡沃（43°59'49"N, 0°49'11"E）面积5.07 平方千米，位于法国奧克西塔尼大區热尔省，该省份为法国西南部内陆省份，北起顺时针与洛特-加龙省、塔恩-加龙省、上加龙省、上比利牛斯省、大西洋比利牛斯省和朗德省接壤。
与佩尔卡沃接壤的市镇（或旧市镇、城区）包括：拉沙佩勒、芒松维尔、弗拉马朗、米拉杜。

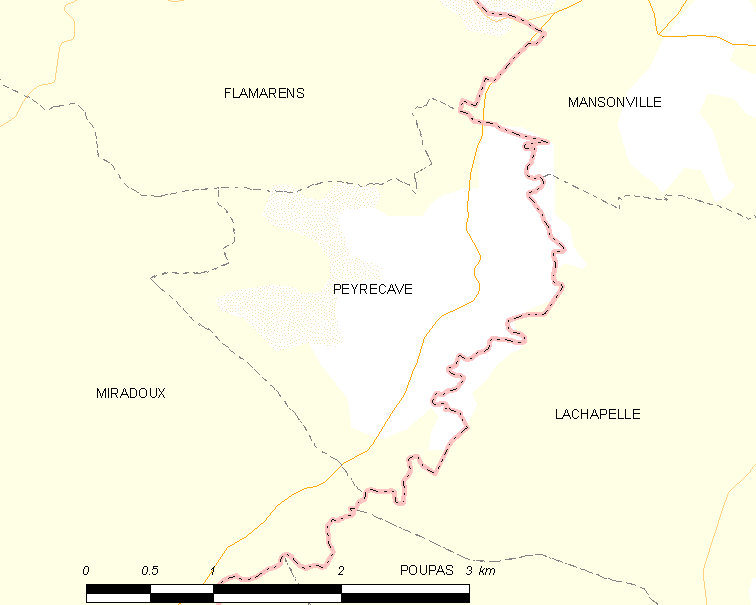
佩尔卡沃的OSM定位图

佩尔卡沃的时区为UTC+01:00、UTC+02:00（夏令时）。

## 行政
佩尔卡沃的邮政编码为32340，INSEE市镇编码为32314。

## 政治
佩尔卡沃所属的省级选区为莱克图尔-洛马涅县。

## 人口

1962-2008年间佩尔卡沃人口变化图示

佩尔卡沃于2022年1月1日时的人口数量为70人。